# ツィ・マー
ツィ・マー（Tzi Ma、馬 泰、1962年6月10日 - ）は、香港出身のアメリカ合衆国で活躍する俳優。『高い城の男』、『24 -TWENTY FOUR-』などのテレビドラマ、『ダンテズ・ピーク』、『ラッシュアワー』、『ラッシュアワー3』、『メッセージ』、『フェアウェル』、『タイガーテール -ある家族の記憶-』、『ムーラン』などの映画出演で知られる。2021年、CWの格闘技番組『Kung Fu』に出演した。

## 生い立ち
1962年、香港にて7人兄弟の末っ子として生まれた。中国共産革命後の1949年、父親が香港に転居し、香港の政変後、マーが5歳の時にアメリカ合衆国に転居した。ニューヨークで育ち、両親はスタテンアイランドでアメリカ風中華料理のレストラン「Ho Wah」を経営していた。マーによるとこのレストランの以前の経営者は移民活動家のLau Sing Keeであった。小学校の演劇の『アニーよ銃をとれ』でバッファロー・ビル役を演じたことで演技に目覚めた。ニューヨークで演劇とダンスを学んだ。
語学は、母語の広東語のほか、流暢な英語と、北京語を話すことができる。

## 経歴

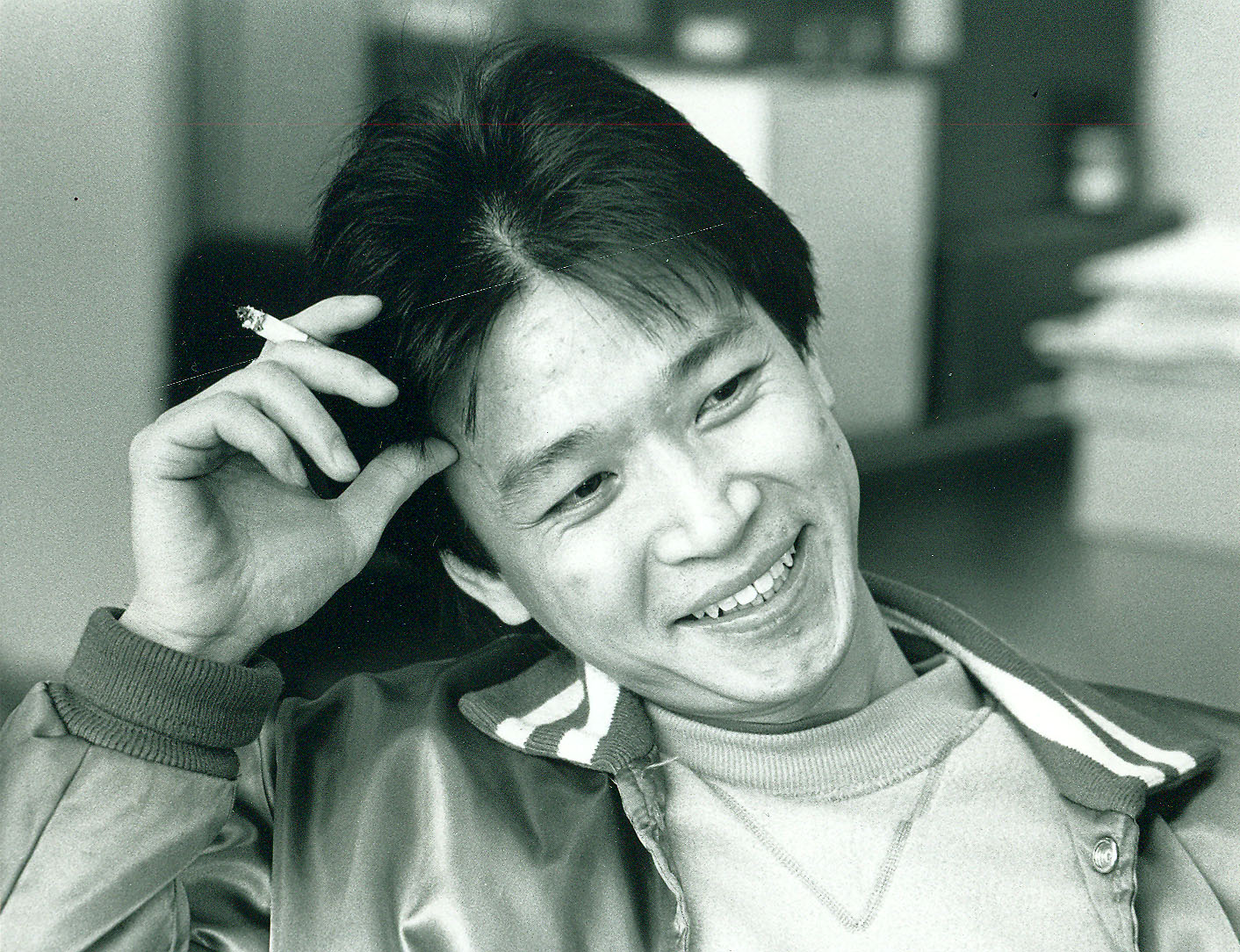
1970年代終盤

映画やテレビでよく見るアジア人として知られているが、舞台でも活躍している。1976年の『太平洋序曲』のマコ岩松の演技が多大な影響を与えたとされる。脚本家のデイヴィッド・ヘンリー・ウォンと親しく、長年に亘り『FOB』、『Yellow Face』『Flower Drum Song』、『The Dance and the Railroad』など様々な演劇作品で共同制作し、ウォン脚本の映画『Golden Gate』(1993年)に出演した。1973年、実験的舞台でプロの俳優としてデビューした。この頃ナッソー・コミュニティ・カレッジにて演技を学びつつ所作を教える研修員となった。1975年、ルーズベルト・ステート・パークの屋外劇場にて北京のオペラ『Monkey King in the Yellow Stone King』の孫悟空役でプロの舞台デビューした。マーによると5千人から1万人が観劇した。
映画での活動を始める前に格闘技の稽古を受けていた。1979年の『Cocaine Cowboys』のジミー・リー役で映画デビューし、この経験を活かした。
1988年、脚本家協会のストライキの間、カリフォルニア州オレンジ郡のサウス・コースト・レパートリー・シアターにて演劇『In Perpetuity Throughout the Universe』で複数の役柄を演じた。ストライキが終わった週末に閉幕し、翌週までに連続テレビドラマ『L.A.ロー 七人の弁護士』に配役された。1994年、バークリー・レパートリー・シアターによるマキシン・ホン・キングストン著『The Woman Warrior』の舞台化にて演出補となった。『愛の落日』、『レディ・キラーズ』、『ダンテズ・ピーク』、『タイガーテール -ある家族の記憶-』など多数のハリウッド大作に出演している。また『ラッシュアワー』シリーズのハン総領事役、ドゥニ・ヴィルヌーヴ監督の『メッセージ』(2016年)に中国人民解放軍のシャン上将役、ニキ・カーロ監督のディズニー映画『ムーラン』(2020年)のファー・ズー役を演じている。
『紅門 -べにもん-』、『Catfish in Black Bean Sauce』(1999年)、『Baby』(2007年)、『The Sensei』(2008年)、『フェアウェル』などアジア系アメリカ人プロデュースによるインディペンデント映画に数多く出演している。
ジェフ・アダチ監督によるドキュメンタリー映画『The Slanted Screen』(2006年)にて、ハリウッドにおけるアジア人、特に東アジア人の描写についてのインタビューを受けた。

### テレビ
テレビ出演も多く『シカゴ・ホープ』『ER緊急救命室』『24 -TWENTY FOUR-』などにも顔を出している。マーは連続テレビドラマ『24 -TWENTY FOUR-』シーズン4からの準レギュラーである駐ロサンゼルス中華人民共和国総領事館警備主任チェン・ズィー役で知られ、『24: Live Another Day』にも登場した。アニメ『アメリカン・ダッド』でフランシーンの養父ババ・リンの声を担当した。
『L.A.大捜査線 マーシャル・ロー』シーズン1でサモ・ロー(サモ・ハン・キンポー)の宿敵のリー"ネメシス"ヘイ役で初の敵役の大役を演じた。
『冒険野郎マクガイバー』、『炎のテキサス・レンジャー』、『ロー&オーダー』、『ER緊急救命室』、『Boomtown』、『マダム・プレジデント 星条旗をまとった女神』、『シカゴ・ホープ』、『ザ・ユニット 米軍極秘部隊』、『新スタートレック』、『L.A.ロー 七人の弁護士』、『NYPDブルー』、『ミレニアム』、『フリンジ』、『コールドケース 迷宮事件簿』、『NCIS:LA 〜極秘潜入捜査班』、『HAWAII FIVE-0』、『ライ・トゥ・ミー 嘘は真実を語る』、『コスビー・ショー』、『グレイズ・アナトミー 恋の解剖学』、『エージェント・オブ・シールド』、『Hell on Wheels』などのテレビドラマにゲスト出演している。ビデオゲーム『スリーピングドッグス 香港秘密警察』に声の出演をしている。ABCの『ワンス・アポン・ア・タイム』でドラゴン役を演じた。USAネットワークの『Satisfaction』で禅師役を演じた。Amazonの『高い城の男』の小野田将軍役、AMCの『Hell on Wheels』のタオ役で出演している。2018年7月、ネットフリックスの『五行の刺客』で準レギュラーのミスター・ヤングに配役されたことが発表された。
2020年、『燃えよ! カンフー』のリブート版でCWの『Kung Fu』にシリーズ・レギュラーとして配役された。2021年春、シーズン2が製作された。

### 家族
1994年にChristina Maと結婚した。

## 主な出演作品

### 映画
| 公開年 | 邦題 原題                                             | 役名             | 備考                  |
| ------ | ----------------------------------------------------- | ---------------- | --------------------- |
| 1986   | マネー・ピット The Money Pit                          | Hwang            |                       |
| 1990   | ロボコップ2 RoboCop 2                                 | タク・アキタ     |                       |
| 1992   | ラピッド・ファイアー Rapid Fire                       | キンマン・タウ   |                       |
| 1996   | チェーン・リアクション Chain Reaction                 | チェン先生       |                       |
| 1997   | ダンテズ・ピーク Dante's Peak                         | スタン           |                       |
| 1997   | 北京のふたり Red Corner                               | リー・チェン     |                       |
| 1998   | ラッシュアワー Rush Hour                              | ハン中国領事     |                       |
| 2002   | 愛の落日 The Quiet American                           | ヒン             |                       |
| 2004   | レディ・キラーズ The Ladykillers                      | 将軍             |                       |
| 2005   | 紅門 -べにもん- Red Doors                             | エド             |                       |
| 2006   | ドリームズ・カム・トゥルー Akeelah and the Bee        | Mr. Chiu         |                       |
| 2007   | ラッシュアワー3 Rush Hour 3                           | ハン大使         |                       |
| 2007   | バトル・イン・シアトル Battle in Seattle              | 知事             |                       |
| 2008   | 神の子どもたちはみな踊る All God's Children Can Dance | グレン           |                       |
| 2008   | 10日間で彼女の心をうばう方法 Management               | Truc Quoc        |                       |
| 2014   | ミリオンダラー・アーム Million Dollar Arm             | チャン           |                       |
| 2014   | 沈黙の執行人 A Good Man                               | ミスター・チェン |                       |
| 2016   | メッセージ Arrival                                    | シャン将軍       |                       |
| 2018   | スカイスクレイパー Skyscraper                         | シェン           |                       |
| 2019   | フェアウェル The Farewell                             | ハイヤン・ワン   |                       |
| 2020   | タイガーテール -ある家族の記憶- Tigertail             | ピンジュイ       |                       |
| 2020   | 私立探偵エイブ 折り紙殺人事件 The Kid Detective       | ミスター・チャン |                       |
| 2020   | ムーラン Mulan                                        | ズー             | Disney+での配信のみ。 |

### テレビシリーズ
| 放映年    | 邦題 原題                                                      | 役名                   | 備考                                     |
| --------- | -------------------------------------------------------------- | ---------------------- | ---------------------------------------- |
| 1994-2001 | NYPDブルー NYPD Blue                                           | Harold Ng              | 計3話出演                                |
| 1996-2000 | 刑事ナッシュ・ブリッジス Nash Bridges                          | ジミー                 | 計3話出演                                |
| 1996-2005 | 犯罪捜査官ネイビーファイル JAG                                 | チェン捜査官           | 第1シーズン第20話「The Prisoner」        |
| 1996-2005 | 犯罪捜査官ネイビーファイル JAG                                 | Admiral Lutarno        | 第10シーズン第16話「Straits of Malacca」 |
| 1998      | Martial Law                                                    | リー・ヘイ             | 計5話出演                                |
| 1998-1999 | ミレニアム Millennium                                          | Captain Youfook Law    | 第2シーズン第17話「サイレン」            |
| 1998-1999 | ミレニアム Millennium                                          | タカシ博士             | 第3シーズン第18話「悪趣」                |
| 1999      | The Magnificent Seven                                          |                        | 第2シーズン第7話「Chinatown」            |
| 2000      | シカゴ・ホープ Chicago Hope                                    | ワン氏                 | 第6シーズン第10話「Hanlon's Choice」     |
| 2002      | ER緊急救命室 ER                                                | ヤン氏                 | 第9シーズン第7話「痛みに耐えて」         |
| 2002      | ロー&オーダー Law & Order                                      | リー・チェン           | 第13シーズン第9話「自由を求めて」        |
| 2003      | ザ・プラクティス ボストン弁護士ファイル The Practice           | Tang Jingyu            | 第8シーズン第10話「Equal Justice」       |
| 2005-2007 | 24 -TWENTY FOUR- 24                                            | チェン・ズィー         | 計13話出演                               |
| 2006      | マダム・プレジデント 星条旗をまとった女神 Commander in Chief   | 中国大使               | 計2話出演                                |
| 2006      | ザ・ユニット 米軍極秘部隊 The Unit                             | ルディ                 | 第1シーズン第3話「200時間目のミス」      |
| 2006      | デッドウッド 〜銃とSEXとワイルドタウン Deadwood                | マージャンをする男     | 第3シーズン第3話「新勢力」               |
| 2008      | グレイズ・アナトミー Grey's Anatomy                            | パターソン             | 第5シーズン第10話「自分の存在」          |
| 2009      | BEAST The Beast                                                | キム                   | 第1シーズン第5話「慈悲」                 |
| 2009      | ダーティ・セクシー・マネー Dirty Sexy Money                    | Tsung Shien Chun       | 第2シーズン第13話「黒幕」                |
| 2009      | コールドケース 迷宮事件簿 Cold Case                            | Bo-Lin Chen （2009年） | 第7シーズン第8話「チャイナタウン」       |
| 2009      | FRINGE Fringe                                                  | Ming Che               | 第2シーズン第9話「密航船」               |
| 2009      | ドールハウス Dollhouse                                         | マツ                   | 第2シーズン第10話「屋根裏の真実」        |
| 2010      | NCIS:LA 〜極秘潜入捜査班 NCIS: Los Angeles                     | ジュン・リー           | 第1シーズン第16話「密偵」                |
| 2010      | ライ・トゥ・ミー 嘘は真実を語る Lie to Me                      | チェン氏               | 第2シーズン第15話「歪んだ正義」          |
| 2010      | ジャッジメント 〜NY法廷ファイル The Whole Truth                | 判事                   | 第1シーズン第5話「年上の女」             |
| 2011      | Hawaii Five-0                                                  | チ氏                   | 第1シーズン第14話「無実の男」            |
| 2011      | TRUE JUSTICE True Justice                                      | チェン                 | 計2話出演                                |
| 2012      | パーセプション 天才教授の推理ノート Perception                 | Prof. Arthur Wei       | 第1シーズン第4話「暗号が告げるもの」     |
| 2012      | VEGAS/ベガス Vegas                                             | ワタナベ               | 第1シーズン第10話「ベガスのクリスマス」  |
| 2013      | エージェント・オブ・シールド Agents of S.H.I.E.L.D.            | エージェント・クワン   | 第1シーズン第5話「花のドレスの女」       |
| 2013-2016 | ワンス・アポン・ア・タイム Once Upon a Time                    | ドラゴン               | 計2話出演                                |
| 2014      | 24 TWENTY FOUR リブ・アナザー・デイ 24: Live Another Day       | チェン・ズィー         | 計3話出演                                |
| 2014      | ザ・ブック/CIA大統領特別情報官 State of Affairs                | President Chu Jian     | 第1シーズン第3話「空の半分」             |
| 2014-2015 | 理想の夫婦の別れ方 Satisfaction                                | Zen Master / Frank     | 計9話出演                                |
| 2016      | 高い城の男 The Man in the High Castle                          | 小野田将軍             |                                          |
| 2017      | クリミナル・マインド 国際捜査班 Criminal Minds: Beyond Borders | チョン主任警部         | 第2シーズン第6話「CA殺人事件」           |
| 2019      | 五行の刺客 Wu Assassins                                        | Mr. Young              | メインキャスト                           |

### ゲーム
| 年   | 作品名                            | 役名 | 備考       |
| ---- | --------------------------------- | ---- | ---------- |
| 2012 | スリーピングドッグス 香港秘密警察 | リー | 本作の黒幕 |

## 受賞歴
『The Dance and the Railroad』においてCine Golden Eagle Award男優賞、『フラワー・ドラム・ソング』においてガーランド・アワードを受賞した。